# 遊行示威

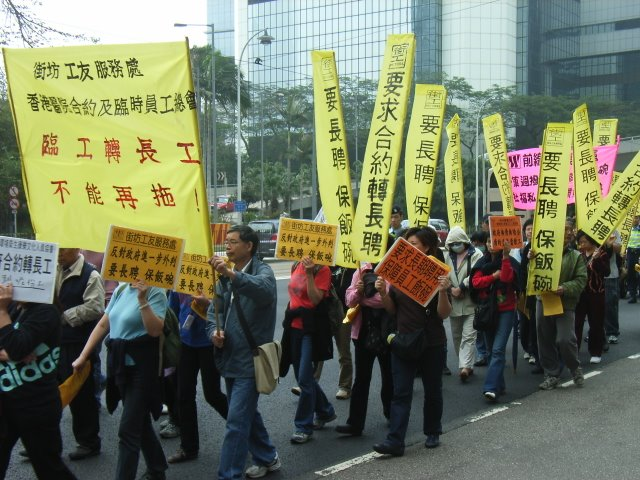
一群香港民眾正在示威遊行，表達與工作權益相關的主張

遊行，或稱為遊行示威，是指民眾走到街頭示威，對特定議題表達不滿。在中国大陆的特殊政治背景下，“集体散步”成为一种独特的游行方式。在臺灣則使用「路過」一詞做為規避《集會遊行法》的代名詞。

## 知名游行示威活动
- 香港：双十暴动、六七暴动、七一大游行、2005年香港反對世貿遊行衝突、雨傘革命（参见香港民主運動）、反對逃犯條例修訂草案運動
- 台湾：1990年野百合學運、2006年百萬人民倒扁運動、2013年白衫軍運動、2014年太陽花學運、2019年「拒絕紅色媒體、守護臺灣民主」遊行、2023年「七月十六上凱道、公平正義救台灣」遊行與還路於民大遊行 (参见台湾民主运动)
- 北京等地：五四运动、四五运动、八六学潮、六四天安门事件、425上访事件、中国茉莉花革命（参见中华人民共和国民主运动）
- 中国：2005年中国反日示威活动、2010年中国反日示威活动、2012年中国反日示威活动、2011年大连市反对PX项目游行、2014年茂名市反对PX项目游行、2007年厦门市反对PX项目事件、2013年昆明市反对PX项目事件、2008年成都市反对PX项目事件、2012年宁波市镇海区反对PX项目事件、2013年成都市反对PX项目事件、2015年上海市金山区反对PX项目事件、白紙運動
- 西藏：1959年藏区骚乱、1989年拉萨骚乱、2008年藏区骚乱、2012年藏区骚乱（参见西藏问题）
- 新疆：和田七·七骚乱、伊宁二·五事件、2008年新疆反政府示威、乌鲁木齐七·五骚乱（参见新疆独立运动）
- 马来西亚：2007年净选盟大集会、2011年净选盟2.0人民集会、2012年净选盟3.0集会、2015年净选盟4.0集会 （参见干净与公平选举联盟）
- 阿拉伯世界：阿拉伯之春
- 美国：占领华尔街
- 法國：黃背心運動

## 外部連結
- （英文）